# Volkspark Hasenheide
Volkspark Hasenheide is een ongeveer 50 hectare groot park in het Berlijnse stadsdeel  Neukölln aan de grens met Kreuzberg. De naam van het park dateert van 1678, en verwijst naar het gebruik als hazenverblijf. Frederik Willem I van Brandenburg, de Grote Keurvorst, ging er op jacht. 
In 1811 opende Friedrich Ludwig Jahn hier de eerste turnplaats van Pruisen. Een gedenkteken bij de ingang van het park herinnert aan deze vader van de turnbeweging. Het park werd voor de Olympische Zomerspelen 1936 omgebouwd. Tijdens de renovatie werd de oude schietbaan, die voordien onderdeel van het Tempelhofer Feld was, in het park geïntegreerd. Het gedenkteken voor de Trümmerfrauen van Katharina Szelinski-Singer uit 1955, bij de ingang van het park, herinnert aan het werk van  de puinruimsters na de Tweede Wereldoorlog. In het park bevinden zich verder een openluchtbioscoop, een minigolfbaan, een rozentuin en verschillende speeltuinen.